# Fasíladas
Fasíladas  ou Fasílides (em língua ge'ez: ፋሲልደስ Fāsīladas) (1603 - 18 de outubro de 1667) foi um nəgusä nägäst (imperador etíope) da dinastia salomónica, que governou a Etiópia entre 1632 e 1667. Era filho do imperador Susenyos (Sisínio) e da imperatriz Sultana Mogassa. Nasceu em Magazaz, em Shewa. Fasíladas é conhecido por ter fundado a cidade de Gondar em 1632, estabelecendo-a como capital da Etiópia.

## Reinado

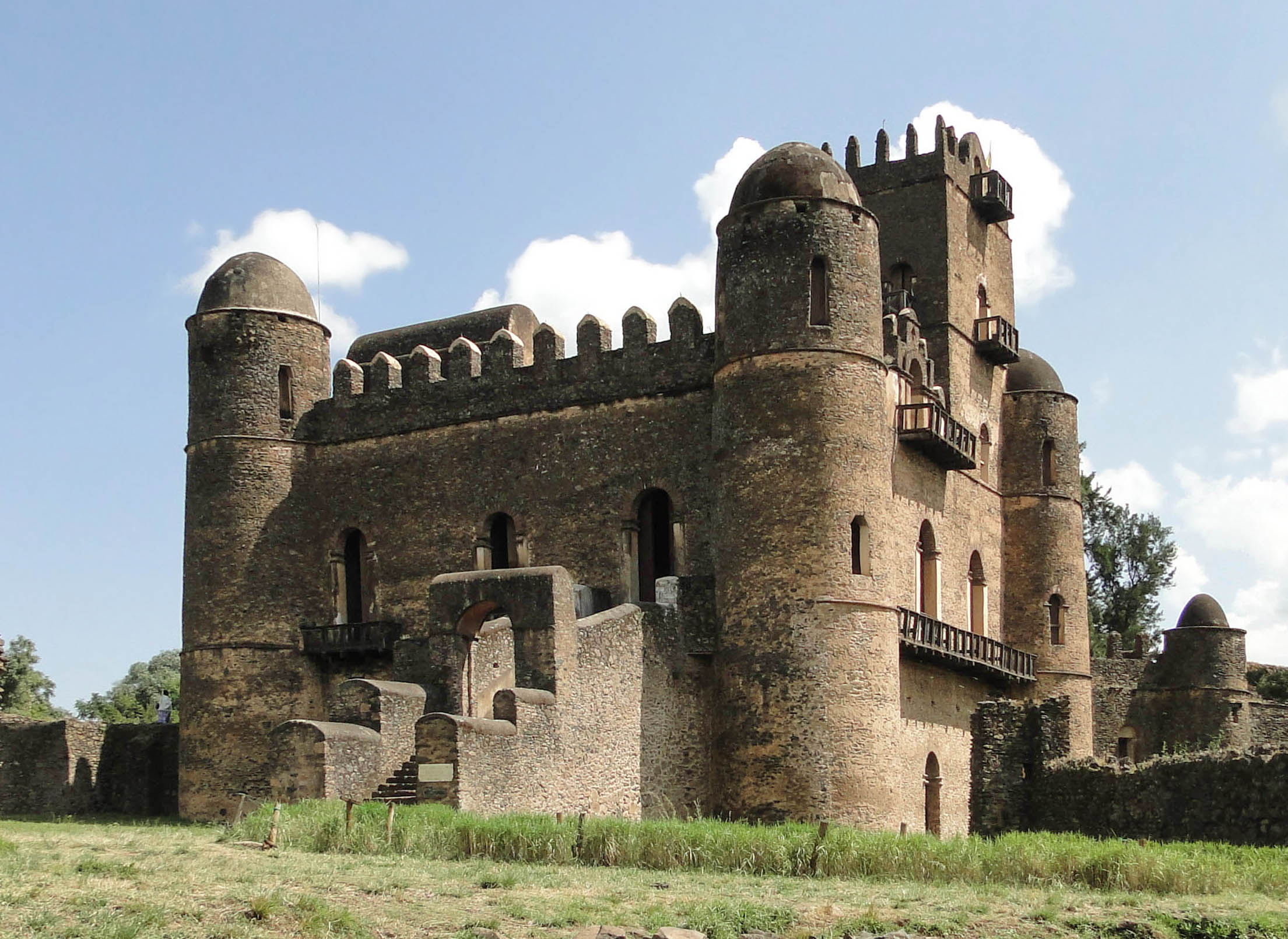
Palácio de Fasíladas em Gondar.

Fasíladas foi proclamado imperador em 1630, durante uma revolta encabeçada por Sersa Krestos, mas não tomou realmente o trono senão com a  abdicação do seu pai em 1632. A partir do início do seu reinado, procurou reestabelecer o poder da tradicional Igreja Ortodoxa Etíope. Preocupou-se em restaurar as antigas relações que existiam entre a igreja etíope e o Patriarca de Alexandria. Confiscaram-se as terras dos jesuítas em Dankaz e em outras partes do império, atribuindo-se a Fremona. Quando soube que os portugueses tinham bombardeado Mombaça, Fasíladas julgou que o sacerdote católico Afonso Mendes estaria por trás do ato e decidiu expulsar os jesuítas que ainda havia nas suas terras.
Fasíladas construiu um palácio de pedra e argamassa em Gondar, a norte do lago Tana, para passar a estação das chuvas, e complexos residenciais em Bagemeder, em Aringo, e Godjam, em Yebaba. Porém, já o seu pai e provavelmente o soberano Sarsa Dengel (1563-1597) antes dele haviam construído edifícios em Dambya, ao redor do lago Tana, e o jesuíta Pedro Páez, a pedido do imperador Susenyos (Sisínio), pai de Fasíladas, construiu um palácio de pedra em Godjam.
Em 1637 Fasíladas organizou uma campanha militar contra o povo Agaw, cujas terras foram ocupadas durante o resto do seu reinado, repelindo os ataques dos oromo no seu reino e realizando expedições punitivas contra os Agaw. Em 1664 enviou uma embaixada à Índia para felicitar a ascensão de Aurangzeb ao trono do Império Mogol. Em 1666, na sequência da revolta do seu filho Dawit, Fasíladas mandou-o encarcerar em Wehni, revivendo a antiga prática de confinar os membros problemáticos de família imperial no topo de uma montanha. No ano seguinte, Fasíladas morreria em Azazo, a cinco milhas a sul de Gondar, e foi sepultado no mosteiro de Santo Estêvão, na ilha Daga, no lago Tana.